# Shakedown Street
Albums de Grateful Dead
What a Long Strange Trip It's Been
(1977) Go to Heaven
(1980)
Shakedown Street est le dixième album de studio de Grateful Dead. Il est sorti le 15 novembre 1978 sur Arista
L'album est sorti pour la première en CD en 1990 chez Arista Records avant d'être ressorti en 2000 par BMG International puis remixé, augmenté pour le coffret Beyond Description (1973-1989) en octobre 2004. La version remixée est sortie séparément sur un CD le 7 mars 2006 chez Rhino Records. C'est le deuxième album du groupe sur Arista après avoir sorti trois albums sur leur label Grateful Dead Records.
La couverture de l'album a été dessiné par Gilbert Shelton, créateur des Fabulous Furry Freak Brothers et d'autres bandes dessinées underground de San Francisco.
Shakedown Street est le nom donné aux tentes de vendeurs à la sortie d'un festival de musique, habituellement alignés dans une longue rangée ressemblant à une rue.
Le disque a été produit par Lowell George de Little Feat, ancien membre des Mothers of Invention de Frank Zappa.

## Les morceaux

### Face 1
1. Good Lovin' (Clarke, Resnick) – 4:51
2. France (Mickey Hart, Robert Hunter, Bob Weir) – 4:03
3. Shakedown Street (Jerry Garcia, Robert Hunter) – 4:59
4. Serengetti (Mickey Hart, Bill Kreutzmann) – 1:59
5. Fire on the Mountain (Mickey Hart, Robert Hunter) – 3:46
6. I Need a Miracle (John Perry Barlow, Bob Weir) – 3:36
7. From the Heart of Me (Donna Jean Godchaux) – 3:23
8. Stagger Lee (Jerry Garcia, Robert Hunter) – 3:25
9. New Minglewood Blues (Traditional) – 4:12
10. If I Had the World to Give (Jerry Garcia, Robert Hunter) – 4:50

### Version 2004
1. Good Lovin' (Clarke, Resnick) – 4:50
2. France (Mickey Hart, Robert Hunter, Bob Weir) – 4:04
3. Shakedown Street (Jerry Garcia, Robert Hunter) – 4:59
4. Serengetti (Mickey Hart, Bill Kreutzmann) – 2:02
5. Fire on the Mountain (Mickey Hart, Robert Hunter) – 3:48
6. I Need a Miracle (John Perry Barlow, Bob Weir) – 3:35
7. From the Heart of Me (Donna Jean Godchaux) – 3:25
8. Stagger Lee (Jerry Garcia, Robert Hunter) – 3:28
9. New Minglewood Blues (Traditional) – 4:16
10. If I Had the World to Give (Jerry Garcia, Robert Hunter) – 5:00
11. Good Lovin' (studio outtake) (Clarke, Resnick) – 4:56
12. Ollin Arageed (en concert) (Hamza El Din) – 6:30
13. Fire on the Mountain (en concert)(Mickey Hart, Robert Hunter) – 13:43
14. Stagger Lee (en concert) (Jerry Garcia, Robert Hunter) – 6:39
15. All New Minglewood Blues (en concert)( Traditional) – 4:34

## Personnel

### Grateful Dead
- Jerry Garcia - guitare, chant
- Bob Weir - guitare, chant
- Keith Godchaux - claviers, chant
- Donna Jean Godchaux - chant
- Phil Lesh - guitare basse
- Bill Kreutzmann – percussions
- Mickey Hart – percussions

### Musiciens additionnels
- Jordan Amarantha – percussions
- Robert Hunter – paroles
- Matthew Kelly – harmonica

### Production
- Brett Cohen - ingénieur du son
- Bob Matthews - ingénieur du son
- Lowell George - producteur

## Classement
Album - Billboard
| Années | Chart      | Position |
| ------ | ---------- | -------- |
| 1979   | Pop Albums | 41       |

RIAA certification
| Certification | Date             |
| ------------- | ---------------- |
| Gold          | 4 septembre 1987 |